# Stanisław Dudziński
Stanisław Dudziński (ur. 14 marca 1878, zm. 16 marca 1942) – polski ksiądz, działacz społeczny i niepodległościowy.

## Życiorys

### Rodzina i wykształcenie
Stanisław Dudziński urodził się w Rakoniewicach k. Wolsztyna, a jego rodzicami byli Józef Dudziński, miejscowy kupiec, oraz Joanna z domu Modrzyńska. W Poznaniu ukończył gimnazjum Marii Magdaleny, a po nim był w seminarium duchownym. W 1902 otrzymał święcenia kapłańskie.

### Posługa duszpasterska
Od 1903 do 1904 był kolejno wikarym w Kcyni, Mikorzynie, Gostyniu, a od 1905 do 1910 w Borku Wielkopolskim wikarym i po nim proboszczem oraz od 1910 administrator i proboszcz w Nowym Kramsku na Babimojszczyźnie, rozwijając tam wszechstronną działalność społeczną i narodową. Od 1921 do 1940 był proboszczem w Ujściu k. Chodzieży.

### Działalność narodowa i społeczna
Był w 1912 jednym z głównych organizatorów Banku Ludowego w Babimoście oraz jego najaktywniejszy działacz. Na początku tego samego roku założył Kółko Rolnicze w Nowym Kramsku. Od 1917 do 1918 prezes Towarzystwa Czytelni Ludowych na powiat babimojski. Pracownik Towarzystwa Robotników Polskich, jednocześnie prowadził w Meklemburgii (okręg Wismar) działalność duszpasterską i oświatową wśród robotników sezonowych narodowości polskiej. Był tam propagatorem polskich książek i pism, nie dopuszczając, żeby język polski wyrugowano z kościoła. Walczył także o utrzymanie tegoż języka w szkole, a w latach 1919–1920 inspirował strajk szkolny. W pruskim ministerstwie kultury interweniował, żeby wprowadzono do szkoły język ojczysty jako przedmiot nauczania oraz nauczano religii w języku polskim i na obydwie prośby uzyskał zezwolenie. W czasie powstania wielkopolskiego był na Babimojszczyźnie głównym organizatorem walki zbrojnej. Za tę działalność Niemcy zniszczyli probostwo, a jego mienie zostało skonfiskowane. Stanisław Dudziński po zakończonych walkach prowadził zbiórkę pieniędzy, żeby pomóc rodzinom poległych powstańców i na „Skarb Narodowy”, a także był organizatorem patriotycznych pogrzebów poległych powstańców oraz organizował w czerwcu 1920 manifestacje przed Międzynarodową Komisją Graniczną. Szykanowany przez niemieckie władze wojskowe i cywilne na początku 1921 wyjechał do Ujścia k. Chodzieży, gdzie jako proboszcz pracował w tamtejszych towarzystwach kościelnych i świeckich. Nadal kontaktował się z działaczami Babimojszczyzny. Ukrywał się od marca 1941 w Drogini k. Myślenic, gdzie 16 marca 1942 zmarł i został pochowany.